# Henda Swart
Hendrika Cornelia Scott (Henda) Swart (* 1939 in Südafrika; † 23. Februar 2016) war eine südafrikanische Mathematikerin, die auf den Gebieten Graphentheorie und projektive Geometrie arbeitete.

## Leben
Sie wurde als Hendrika Cornelia Scott geboren. Sie studierte an der Universität Stellenbosch und wurde nach Abschluss des Studiums als Master of Science im Januar 1962 als Dozentin für Mathematik und angewandte Mathematik an die Universität von Natal in Durban berufen. Neben ihrer Lehrtätigkeit in Durban absolvierte sie ein Teilzeitstudium an der University of Stellenbosch mit dem Ziel, eine Doktorarbeit zu schreiben. Mit einem von der Universität Stellenbosch vergebenen Stipendium wurde ihr ein Forschungsaufenthalt an der Ruhr-Universität Bochum ermöglicht, sodass sie 1971 mit einer Arbeit zu projektiven Ebenen promoviert wurde. Ihr Doktorvater Kurt-Rüdiger Kannenberg war ein Schüler von Emanuel Sperner. Ihre Promotion war die erste in Mathematik an der Universität Stellenbosch.
Nach ihrer Promotion verbrachte sie ein Sabbatjahr an der University of New Mexico in Albuquerque. Sie besuchte Vorlesungen über Graphentheorie, wählte sie als ihr künftiges Forschungsgebiet und veröffentlichte fast hundert Arbeiten, eine Vielzahl mit ihren südafrikanischen Mitarbeitern, zu diesem Teilgebiet der diskreten Mathematik und theoretischen Informatik. Sie war Professorin an der Universität von Natal und nach der Zusammenlegung der Universitäten in der Provinz Kwazulu-Natal Professorin an der Universität von KwaZulu-Natal. Ab 2014 lehrte sie bis zu ihrem Tod 2016 in Teilzeit an der Universität Kapstadt.
1996 wurde sie zum Mitglied der Royal Society of South Africa gewählt.
Sie war mit dem Mathematiker John Henry Swart (1940–2012) verheiratet.